# Nest-Sotra Fotball
Nest-Sotra Fotball là một câu lạc bộ bóng đá Na Uy đến từ Sotra, Hordaland.
Câu lạc bộ được thành lập năm 1968, màu sắc chủ đạo là xanh lá và trắng. Trụ sở ban đầu của CLB ở Skålvik, nhưng hiện tại đang thi đấu ở Ågotnes.
Đội bóng từng thi đấu tại 2. divisjon từ năm 2001 đến năm 2003 và sau một vài năm ở hạng dưới, đội bóng lại thi đấu ở 2. divisjon năm 2008. Câu lạc bộ giành quyền lên chơi ở 1. divisjon lần đầu tiên vào năm 2013.

## Thành tích gần đây
| Mùa giải |             | Vt.                   | St. | T  | H | B  | BT | BB | Đ  | Cúp                | Ghi chú                 |
| -------- | ----------- | --------------------- | --- | -- | - | -- | -- | -- | -- | ------------------ | ----------------------- |
| 2001     | 2. divisjon | 11                    | 26  | 9  | 4 | 13 | 49 | 51 | 31 | Vòng Ba            |                         |
| 2002     | 2. divisjon | 6                     | 26  | 12 | 2 | 12 | 48 | 63 | 38 | Vòng Hai           |                         |
| 2003     | 2. divisjon | Bản mẫu:Down-arrow 12 | 26  | 8  | 5 | 13 | 40 | 48 | 29 | Vòng Ba            | Xuống hạng 3. divisjon  |
| 2004     | 3. divisjon | 1                     | 22  | 16 | 4 | 2  | 86 | 24 | 52 | Vòng loại thứ hai  | Thua playoff thăng hạng |
| 2005     | 3. divisjon | 2                     | 22  | 17 | 1 | 4  | 79 | 25 | 52 | Vòng loại thứ nhất |                         |
| 2006     | 3. divisjon | 2                     | 22  | 17 | 1 | 4  | 80 | 31 | 52 | Vòng loại thứ nhất |                         |
| 2007     | 3. divisjon | 1                     | 22  | 19 | 3 | 0  | 79 | 25 | 60 | Vòng loại thứ nhất | Thăng hạng 2. divisjon  |
| 2008     | 2. divisjon | 10                    | 26  | 8  | 7 | 11 | 46 | 52 | 31 | Vòng Một           |                         |
| 2009     | 2. divisjon | 10                    | 26  | 8  | 5 | 13 | 51 | 77 | 29 | Vòng Ba            |                         |
| 2010     | 2. divisjon | 4                     | 26  | 14 | 4 | 8  | 54 | 50 | 46 | Vòng Hai           |                         |
| 2011     | 2. divisjon | 9                     | 26  | 9  | 6 | 11 | 51 | 45 | 33 | Vòng Một           |                         |
| 2012     | 2. divisjon | 4                     | 26  | 12 | 3 | 11 | 50 | 47 | 39 | Vòng Ba            |                         |
| 2013     | 2. divisjon | 1                     | 26  | 20 | 3 | 3  | 70 | 24 | 63 | Vòng Hai           | Thăng hạng 1. divisjon  |
| 2014     | 1. divisjon | 12                    | 30  | 10 | 7 | 13 | 49 | 51 | 37 | Vòng Hai           |                         |
| 2015     | 1. divisjon | Bản mẫu:Down-arrow14  | 30  | 8  | 7 | 15 | 41 | 51 | 31 | Vòng Hai           | Xuống hạng 2. divisjon  |
| 2016     | 2. divisjon | 2                     | 26  | 19 | 4 | 3  | 83 | 26 | 61 | Vòng Bốn           |                         |
| 2017     | 2. divisjon | 1                     | 26  | 15 | 9 | 2  | 60 | 22 | 54 | Vòng Ba            | Thăng hạng 1. divisjon  |
| 2018     | 1. divisjon | 6                     | 30  | 12 | 7 | 11 | 43 | 41 | 43 | Vòng Ba            |                         |

## Đội hình hiện tại
Tính đến ngày 29 tháng 3 năm 2019
Ghi chú: Quốc kỳ chỉ đội tuyển quốc gia được xác định rõ trong điều lệ tư cách FIFA. Các cầu thủ có thể giữ hơn một quốc tịch ngoài FIFA.
| Số | VT | Quốc gia | Cầu thủ                  |
| -- | -- | -------- | ------------------------ |
| 2  | HV | Na Uy    | Erlend Larsen            |
| 3  | TV | Đan Mạch | Daniel Arrocha           |
| 4  | HV | Na Uy    | Jonas Heggestad Hestetun |
| 5  | TV | Na Uy    | Bjarte Haugsdal          |
| 6  | TV | Na Uy    | Peter Sørensen Nergaard  |
| 7  | TĐ | Na Uy    | Jo Sondre Aas            |
| 8  | TV | Na Uy    | Lars Christian Kjemhus   |
| 9  | TV | Đan Mạch | Lee Rochester Sørensen   |
| 10 | TĐ | Việt Nam | Alexander Dang           |
| 17 | TV | Na Uy    | Vladan Radojkic          |
| 19 | TĐ | Na Uy    | Jone Rugland             |

| Số | VT | Quốc gia  | Cầu thủ                                   |
| -- | -- | --------- | ----------------------------------------- |
| 20 | TĐ | Na Uy     | Jefferson David Concalo de Souza          |
| 21 | TV | Na Uy     | Mads Berg Sande                           |
| 22 | HV | Na Uy     | Mads Bjørsvik Songve                      |
| 27 | TV | Na Uy     | Senai Hagos                               |
| 29 | TV | Na Uy     | Kristoffer Nesse Stephensen               |
| 68 | HV | Thụy Điển | Elmin Nurkić                              |
| 77 | TĐ | Na Uy     | Marcus Mehnert (mượn từ Brann)            |
| 99 | TM | Na Uy     | Markus Olsen Pettersen (mượn từ Brann)    |
| –– | TM | Hà Lan    | Renze Fij                                 |
| –– | HV | Nigeria   | Izuchuckwu Anthony (mượn từ FK Haugesund) |